# Blabomma californicum
Blabomma californicum är en spindelart som först beskrevs av Simon 1895.  Blabomma californicum ingår i släktet Blabomma och familjen kardarspindlar. Inga underarter finns listade.